# Berlian Jaya
Berlian Jaya is een bestuurslaag in het regentschap Musi Banyuasin van de provincie Zuid-Sumatra, Indonesië. Berlian Jaya telt 2605 inwoners (volkstelling 2010).